# Longhai
Longhai (龙海 ; pinyin : Lónghǎi) est une ville de la province du Fujian en Chine. C'est une ville-district placée sous la juridiction de la ville-préfecture de Zhangzhou.

## Démographie
La population du district était de 773 712 habitants en 1999.